# Palazzo Bencini

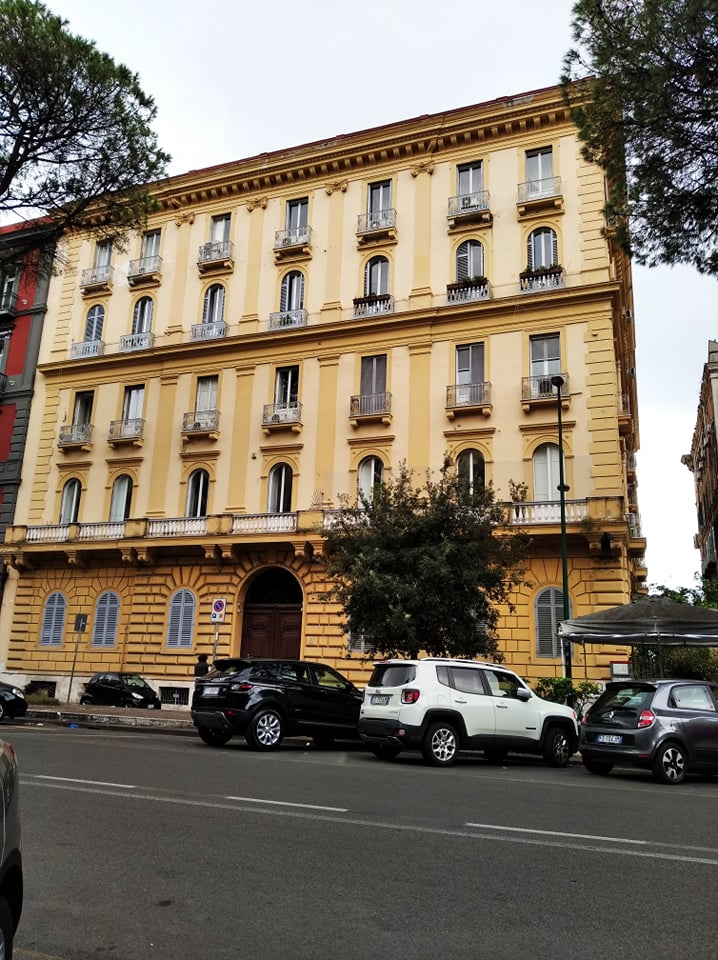
Palazzo Bencini in Neapel. Fassade zum Viale Antonio Gramsci.

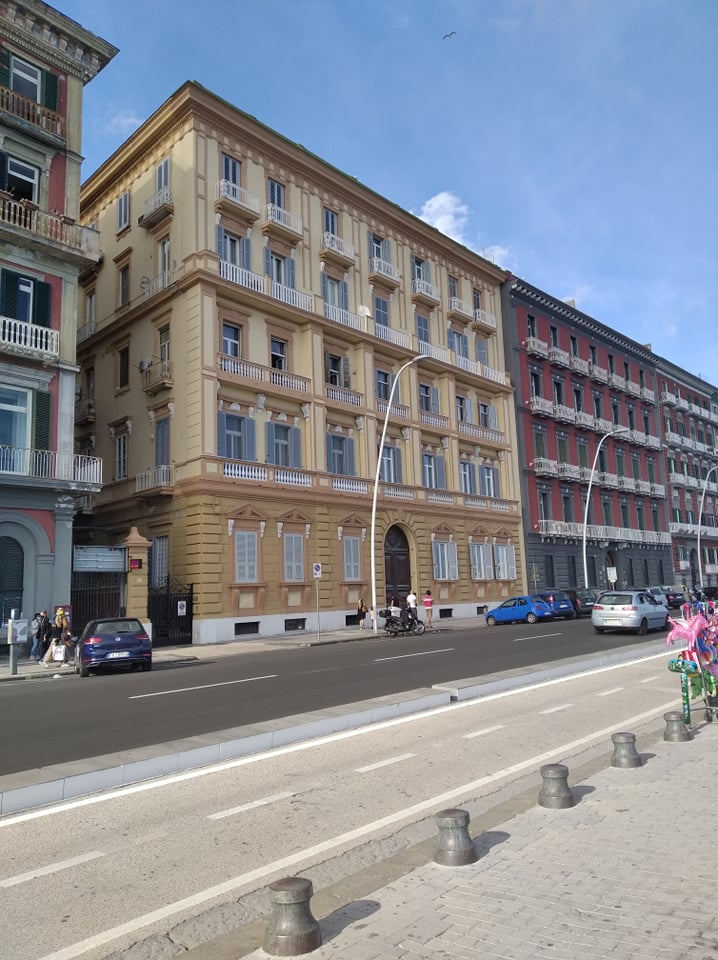
Fassade zur Via Francesco Caracciolo.

Der Palazzo Bencini ist ein Palast aus dem 19. Jahrhundert im Viertel Chiaia von Neapel in der italienischen Region Kampanien. Er liegt in der Via Francesco Caracciolo, 16, bzw. dem Viale Antonio Gramsci, 15.

## Geschichte und Beschreibung
Der Palast wurde vom Unternehmen Bencini in den letzten Jahren des 19. Jahrhunderts im Anschluss an die Aufschüttung der Küstenstraße von Chiaia errichtet. Er besteht aus zwei verschiedenen Eigentumswohnanlagen in einem einzigen Gebäude, worauf bereits das unterschiedliche Erscheinungsbild der beiden Fassaden – zum Viale Antonio Gramsci und zur Via Francesco Caracciolo – hinweist. Die beiden Eingänge sind auf einer Linie ausgerichtet, ebenso die drei Atrien und die beiden Innenhöfe, während es oberhalb des Durchgangsatriums vom einen zum anderen Innenhof eine große Terrasse liegt.
Die Fassade zur Via Francesco Caracciolo hat einen mit Bossenwerk verkleidetes Erdgeschoss mit einer Reihe von Ladenfenstern. Die beiden ersten Obergeschosse haben Loggiabalkone, die von Pilastern gerahmt sind.
Die Fassade zum Viale Antonio Gramsci hat ebenfalls ein mit Bossenwerk verkleidetes Erdgeschoss, während sich das erste Obergeschoss durch einen durchgehenden Balkon, gestützt von massigen Konsolen, und durch Fenstertüren an den Balkonen mit Bögen oder Architraven im Wechsel der Stockwerke auszeichnet.
Heute befindet sich das Doppelgebäude in optimalem Erhaltungszustand.

## Quelle
- Italo Ferraro: Napoli. Atlante della città storica (Chiaia). Band 8. Oikos, Neapel 2012. ISBN 978-88-901478-7-6.